# Лази (Освенцимський повіт)
Лази (пол. Łazy) — село в Польщі, у гміні Освенцим Освенцимського повіту Малопольського воєводства.
Населення — 423 особи (2011).

## Історія
У 1975-1998 роках село належало до Бельського воєводства, підпорядковувалося районній адміністрації в Освенцимі.

## Демографія
Демографічна структура станом на 31 березня 2011 року:
|          | Загалом | Допрацездатний вік | Працездатний вік | Постпрацездатний вік |
| -------- | ------- | ------------------ | ---------------- | -------------------- |
| Чоловіки | 203     | 49                 | 136              | 18                   |
| Жінки    | 220     | 51                 | 129              | 40                   |
| Разом    | 423     | 100                | 265              | 58                   |